# سانی بوی ویلیام‌سون اول
سانی بوی ویلیام‌سون اول (به انگلیسی: Sonny Boy Williamson I) (۳۰ مارس ۱۹۱۴ - ۱ ژوئن ۱۹۴۸) بلوزمن، نوازندهٔ هارمونیکا(سازدهنی) و آهنگ‌ساز موسیقی بلوز، یک هنرمند سیاه‌پوست آمریکایی بود.

## سانی بوی ویلیام‌سون ۱
سانی بوی ویلیام‌سون ۱ با نام اصلی جان لی کرتیس ویلیام‌سون، در نزدیکی شهر جکسون از ایالت تنسی امریکا به‌دنیا آمد. او دورهٔ موسیقی خود را با سبکی نزدیک به کانتری-بلوز آغاز کرد و در این سبک، آثار ضبط شده‌ای از وی نیز موجود است.

## دوران حرفه‌ای
سانی بوی ویلیام‌سون ۱ مدتی بعد به نواختن هارمونیکا (سازدهنی) روی آورد و از این ساز به‌عنوان یکی از سازهای اصلی موسیقی خود استفاده کرد. بدین ترتیب وی توانست از کانتری-بلوز فاصله بگیرد و بلوز مدرن‌تری را اجرا کند. او در زیرشاخه‌های کانتری بلوز، شیکاگو بلوز، بلوز اکوستیک و الکتریک و همین‌طور هارمونیکا بلوز به فعالیت موسیقایی مشغول بوده است.

## اولین موفقیت‌ها
موسیقی بلوز در اوایل قرن بیستم بر پایهٔ بداهه‌نوازی استوار بود و موزیسین‌های این سبک از استعداد بالایی در بداهه‌نوازی برخوردار بودند. آن‌ها اغلب آهنگ‌هایی را می‌نواختند که خودشان ساخته بودند و البته کمبود امکانات ضبط و هم‌چنین پخش موسیقی، موجب می‌شد آوازهٔ این هنرمندان از محدودهٔ زندگی‌شان فراتر نرود.
با این وجود اولین آهنگ ضبط شدهٔ سانی بوی ۱ در سال ۱۹۳۷، با نام صبح بخیر دخترمدرسه‌ای موفق شد به فروش نسبتن بالایی دست پیدا کند. سانی بوی ویلیام‌سون ۱ به همان اندازه‌ای که در میان سیاهان ایالت‌های جنوبی امریکا طرفدار داشت در بین سفیدپوستان و شهرنشینان مناطق غرب امریکا و شهرهایی مانند دیترویت نیز هوادار پیدا کرده بود. وی خود در شهر شیکاگو، ایلینوی زندگی می‌کرد و موفقیت‌هایش موجب شد که نام سانی بوی ویلیام‌سون ۱ برای ۱۰ سال آینده مترادف با نام هارمونیکای بلوز در بین هوادارانش باشد. سبک نواختن هارمونیکای سانی بوی ویلیام‌سون ۱ تاثیر زیادی را بر نسلی از نوازندگان هارمونیکا گذاشت. افرادی مانند بیلی بوی آرنولد، جونیور ولز، سانی تری، لیدل والتر و از جمله سانی بوی ویلیام‌سون ۲ از این هنرمند تاثیر گرفته‌اند.